# Modiʿin
Modiʿin Makkabim Reʿut (hebräisch מוֹדִיעִין-מַכַּבִּים-רֵעוּת) [mɔdi'in makkabim re'ut], (arabisch موديعين مكابيم ريعوت, DMG Mūdīʿīn) ist eine Stadt in Israel. Sie liegt im Zentralbezirk und zählte Ende 2002 knapp 35.000 Einwohner. Nach Angaben des israelischen Zentralamts für Statistik hatte die Stadt Ende 2022 100,008 Einwohner.
Modiʿin unterhält seit 1997 eine Städtepartnerschaft mit Hagen in Westfalen sowie seit 2010 mit Banja Luka und pflegt auch einen Jugendaustausch mit der Gemeinde Ammerthal in der bayerischen Oberpfalz.

## Lage
Modiʿin liegt am Fuß des Berglandes von Benjamin, dem nordwestlichen Teil der Judäischen Berge, 300 m über dem Meeresspiegel, auf halbem Weg zwischen Tel Aviv und Jerusalem, 15 Autominuten vom Ben-Gurion-Flughafen entfernt. Die Stadt liegt am Rande zum Westjordanland, an der so genannten Grünen Linie. Früher gehörte das Land zu fünf palästinensischen Dörfern: Niʿlin, Kharbata, Saffa, Bilʿin und Dayr Qaddis.
Im Norden befindet sich der Gebirgszug von Samarien, im Süden die fruchtbare Schefelah-Ebene.
In der Nähe befand sich das biblische Modeïn/Modin, die Heimat von Mattatias, dem Vater des Judas Makkabäus, Stammvater der hasmonäischen Könige von Juda (1 Makk 2,15 ). Die genaue Lage des antiken Ortes ist allerdings nicht bekannt.

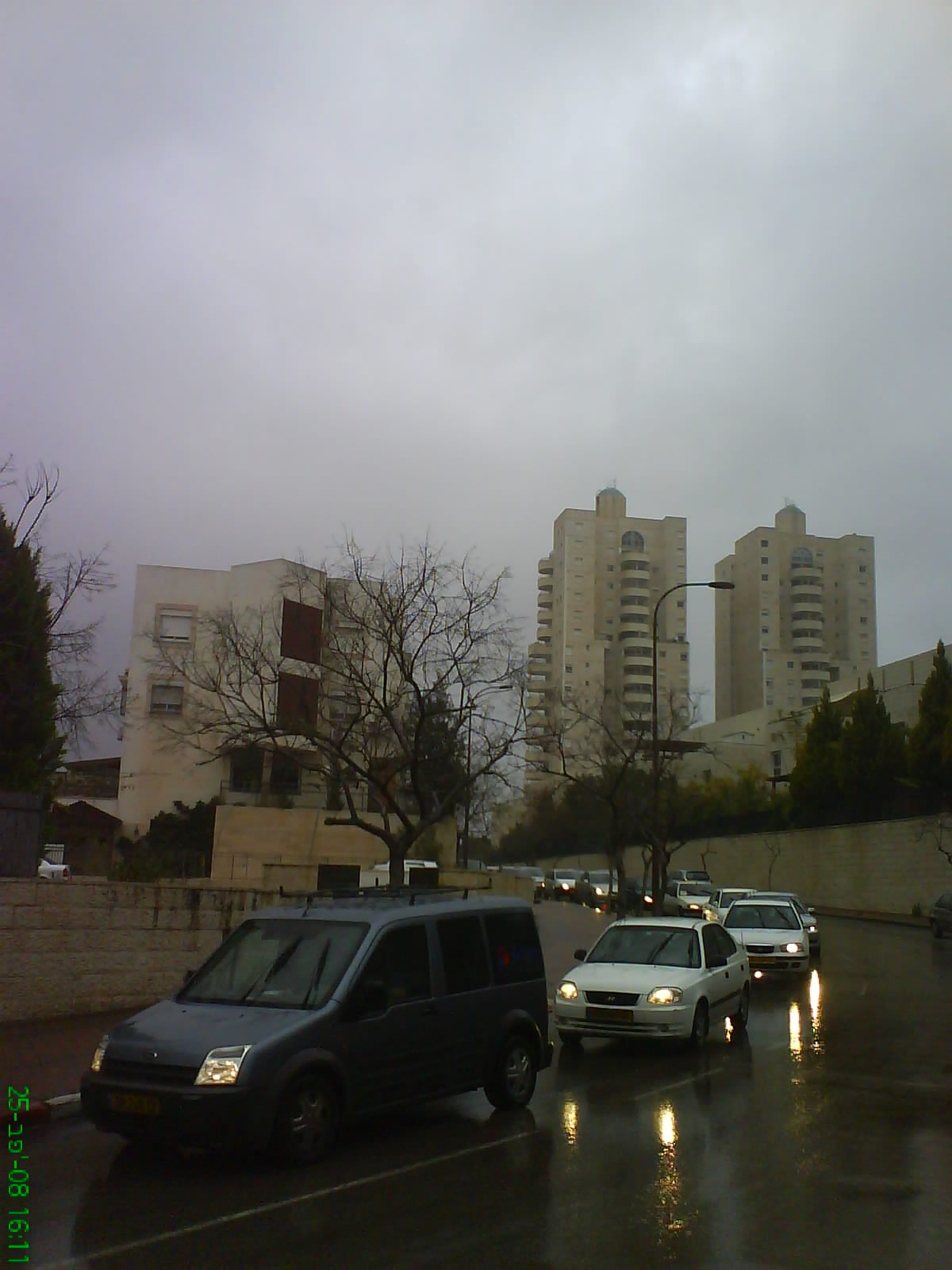
Levonastraße
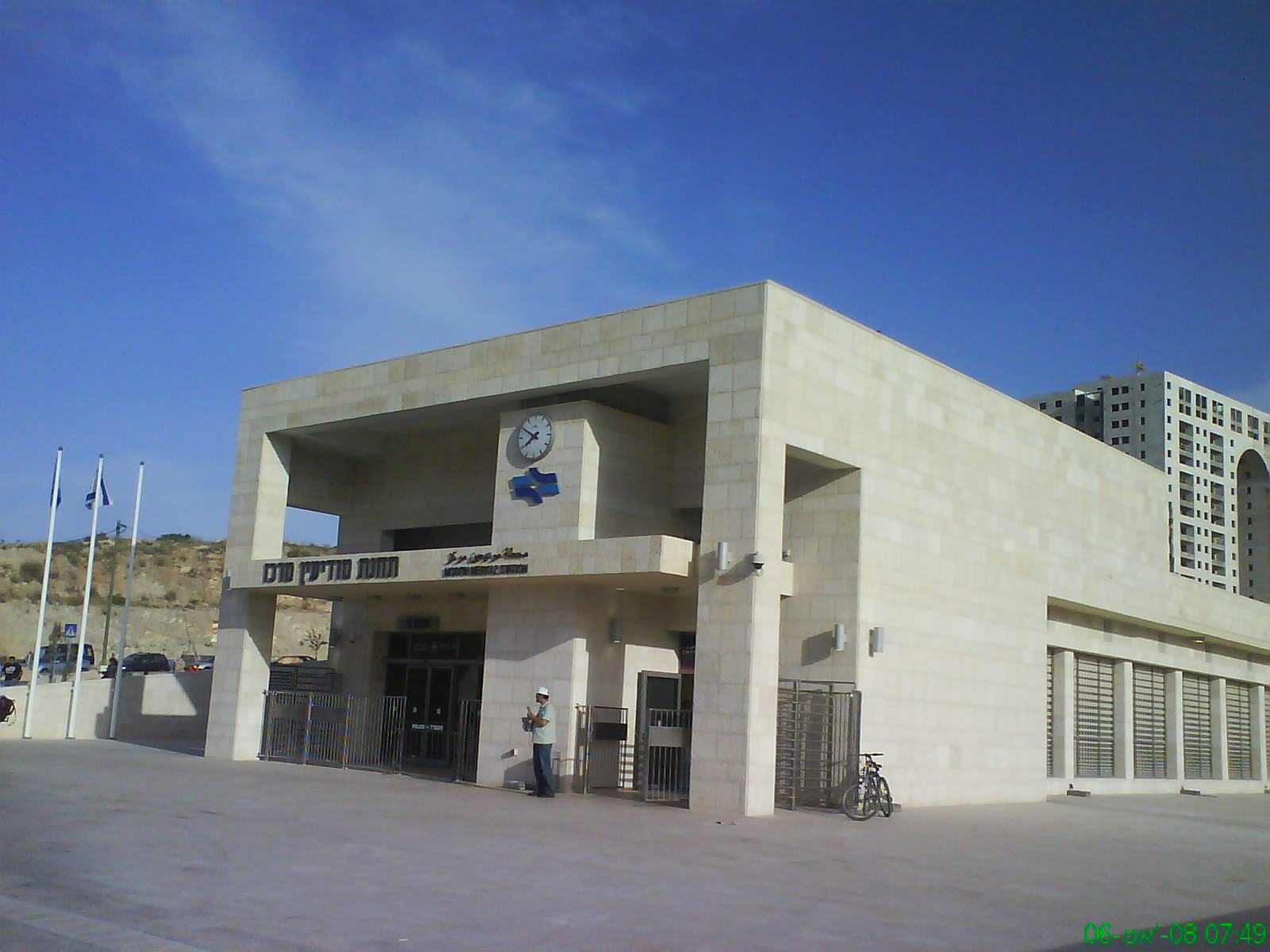
Zentralbahnhof
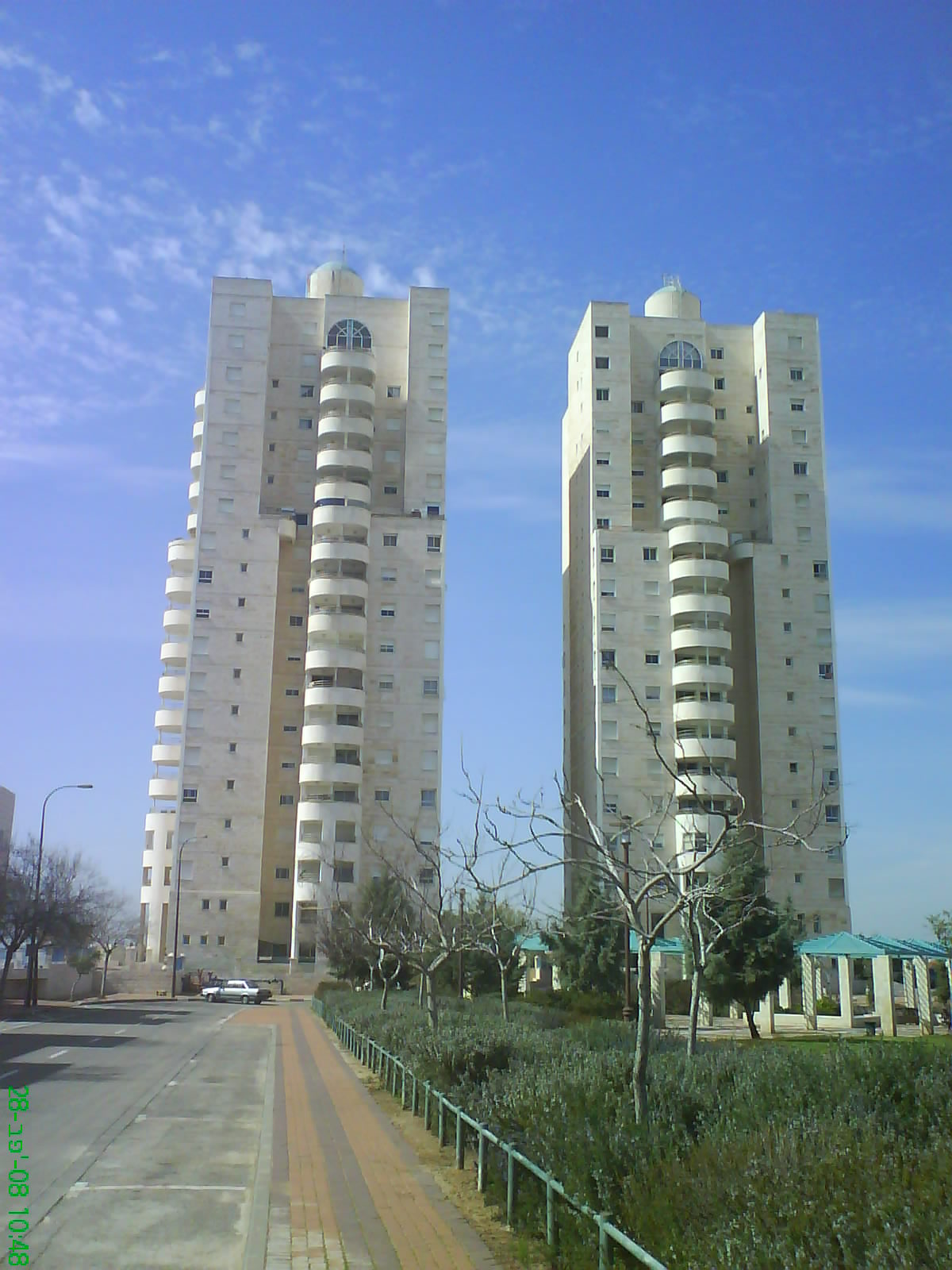
Neue Gebäude
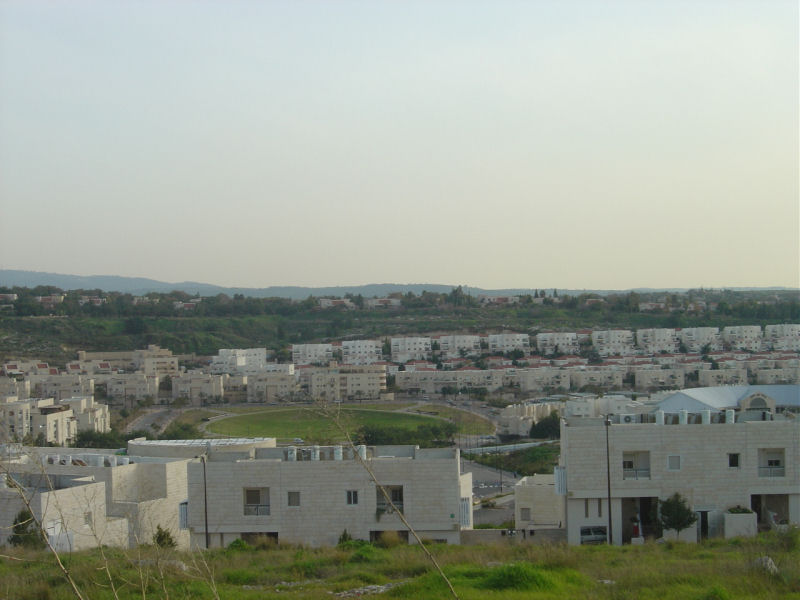
Modiʿin, mit Reʿut im Hintergrund
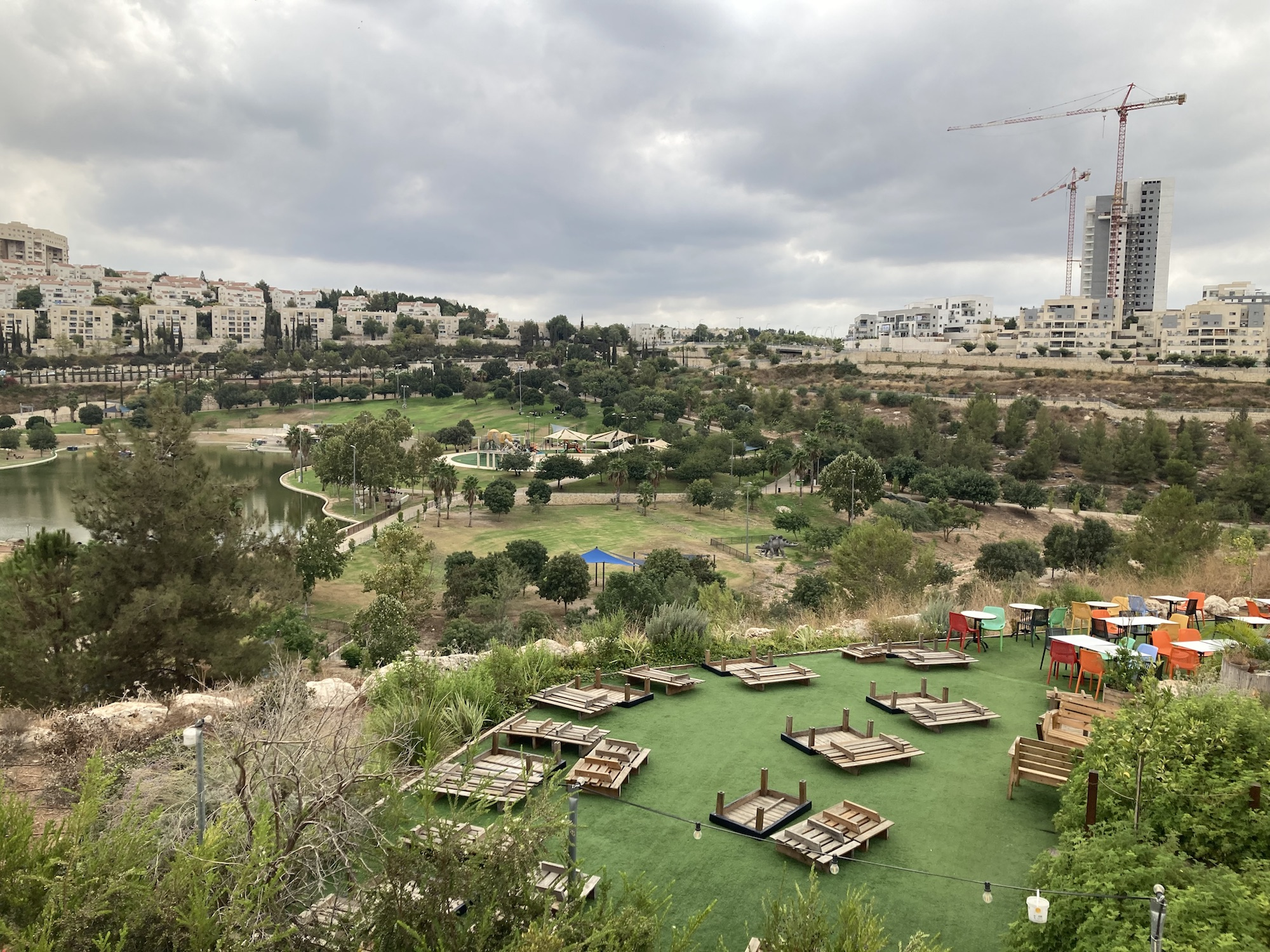
Wadi-ʿAnava-Park im Stadtzentrum
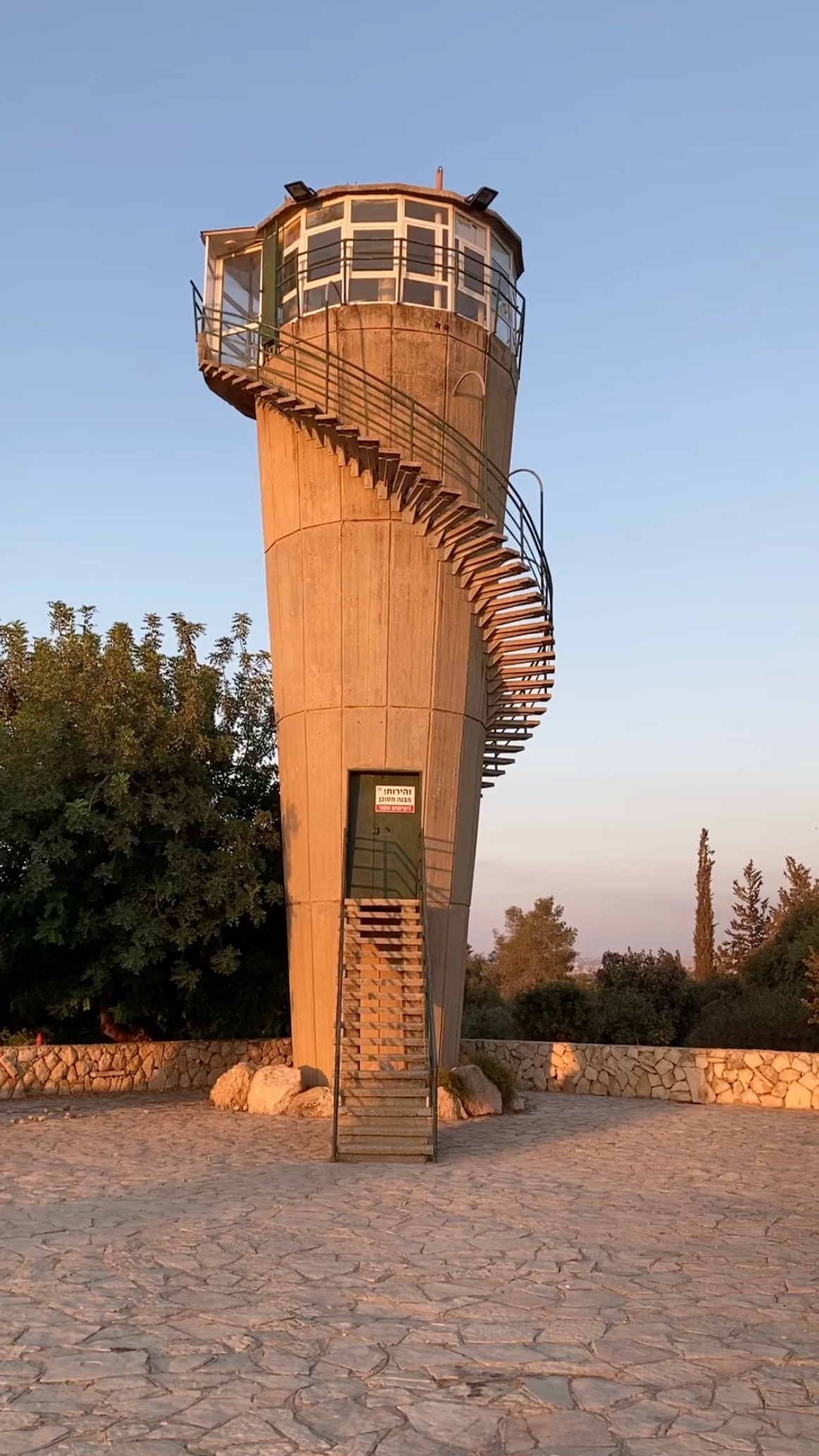
Der von S. Grossfeld erbaute Wachturm im Ben Shemen Park

## Planungskonzept
Die Planstadt Modiʿin wird nach einem Konzept erbaut, das aus ihrer Topografie abgeleitet ist:
- Die Wohngebiete liegen auf den vielen Hügeln der Stadt.
- Die Täler („ʿAmaqim“ auf Hebräisch) sind Grünzonen, in denen Schulen, Sportflächen, kleine Einkaufszentren etc. errichtet werden. Dort verlaufen auch die Hauptverkehrsadern.
- Hochhäuser sind nur auf den Hügelspitzen erlaubt.
- Die ursprüngliche Topografie wird nicht verändert; die Stadt passt sich ihr an.
- Die Häuser an den Hängen sind terrassiert.

## Bevölkerung
Das moderne Modiʿin ist so neu, dass es auf vielen Karten noch nicht zu finden ist. Die ersten Bürger zogen 1996 zu; die Zielplanung sieht eine Zahl von 240.000 Einwohnern vor, mit „sauberer“ Industrie und viel Grünland. Wenn die geplante Bevölkerungszahl erreicht ist, wird Modiʿin eine der größten Städte Israels sein.
Laut dem israelischen Zentralamt für Statistik (CBS) bestand die Bevölkerung 2001 zu 43,8 % aus Personen zwischen 0 und 19 Jahren, zu 12,5 % aus 20- bis 29-Jährigen, zu 31,9 % aus 30- bis 44-Jährigen, zu 8,0 % aus 45- bis 59-Jährigen, zu 1,4 % aus 60- bis 64-Jährigen und zu 2,3 % aus 65-Jährigen und älteren Menschen. Das Bevölkerungswachstum 2001 betrug 13,5 %.

## Naherholung
In der Nähe von Modiʿin und Umgebung liegt einer der größten israelischen Waldgebiete, der Ben Shemen Park. Ca. 12 km von Modiʿin entfernt auf der Straße 443 Richtung Lod und Tel Aviv an der Abzweigung Mitzpe Modiʿin geht es in den Parkabschnitt Park for Industries & Commerce Shilat. Hier befindet sich ein Amphitheater für Konzerte und Veranstaltungen aller Art mit einem Wachturm. Der Wachturm wurde ca. 1963 im Stile des Brutalismus von S. Grossfeld erbaut. Er ist 8 Meter hoch und dient dem Brandschutz.

## Söhne und Töchter der Stadt
- Ran Margaliot (* 1988), Radrennfahrer und Teamleiter
- Rotem Gafinovitz (* 1992), Radrennfahrerin
- Itamar Einhorn (* 1997), Radrennfahrer
- Stav Nahmani (* 2002), Fußballspieler